# Deutsche Schule Toulouse
Die Deutsche Schule Toulouse (DST) ist eine  Deutsche Auslandsschule in der Nähe von Toulouse in Frankreich. Sie ist eine Privatschule, wird von der Kultusministerkonferenz (KMK) anerkannt und von der Zentralstelle für das Auslandsschulwesen (ZfA) personell und finanziell gefördert.

## Lage
Die Schule befindet sich in Colomiers, einem westlichen Vorort von Toulouse.  Der Kindergarten und die Grundschule sowie die fünfte Klasse der Orientierungsstufe befinden sich auf dem Eurocampus in Kooperation mit der International School of Toulouse. Die weiterführende Schule mit den Klasse 6 bis 12 sind im Lycée International Victor Hugo. Der Naturwissenschaftliche Anbau für die DST wurde vom Conseil  Régional im Jahr 2013 finanziert.

## Geschichte
Die Schule wurde 1973 gegründet. Schulträger ist der Deutsche Schulverein Toulouse (DSVT). Die Privatschule wird von der Kultusministerkonferenz der Bundesrepublik (KMK) anerkannt und von der Zentralstelle für das Auslandsschulwesen durch finanzielle Beihilfe und entsandte Lehrkräfte aus Deutschland unterstützt. Sie ist eine Exzellente Deutsche Auslandsschule. Sie ist Initiatorin von trait d’union, einer Plattform der interkulturellen Kommunikation und Kooperation von und für Schüler und ihre Lehrer in aller Welt.

## Profil
Die Schule bietet ein deutschsprachiges Unterrichtsprogramm vom Kindergarten (ab zwei Jahren) bis zum Abitur. An der DST können Schüler nach der Grundschule den Haupt- und Realschulabschluss machen, das Abitur sowie das deutsch-französische Doppelabitur Abibac. Kindergarten und Grundschule befinden sich zusammen mit der englischen International School auf dem Eurocampus. Die weiterführende Schule ab Klasse 6 ist im benachbarten französischen Lycée International Victor Hugo untergebracht. Die Deutsche Schule Toulouse führt zahlreiche Kooperationsprojekte mit ihren französischen und englischen Partnerschulen durch. Im Jahre 2011 wurde der Schule nach einer externen Inspektion das Gütesiegel Exzellente Deutsche Auslandsschule verliehen. Sie ist Mitglied im Weltverband Deutscher Auslandsschulen.
Englisch wird in den Klassen 5 bis 12 angeboten. Französisch wird in den Klassen 1 bis 12 auf drei Stufen angeboten: als Fremdsprache auf grundlegendem bzw. erhöhten Niveau sowie als Landessprache. Geschichte und Erdkunde wird ab Klasse 8 auf Französisch unterrichtet. Als Trilinguales Projekt wird Kunst und Musik in Klasse 6 und 7 in Kooperation mit dem Collège Victor Hugo angeboten. In Englisch kann das Cambridge Certificate erworben werden.

## Partnerschulen
Die Deutsche Schule Toulouse kooperiert mit der International School of Toulouse auf dem Eurocampus, dem Lycée International Victor Hugo, der British Section im Lycée International Victor Hugo sowie der Grundschule Lucie Aubrac in Colomiers.